# Distrito electoral de Boone
Boone (en inglés: Boone Precinct) es un distrito electoral ubicado en el condado de Boone en el estado estadounidense de Nebraska. En el Censo de 2010 tenía una población de 248 habitantes y una densidad poblacional de 1,89 personas por km².

## Geografía
Boone se encuentra ubicado en las coordenadas 41°37′9″N 97°57′3″O / 41.61917, -97.95083. Según la Oficina del Censo de los Estados Unidos, Boone tiene una superficie total de 131.5 km², que corresponden a tierra firme.

## Demografía
Según el censo de 2010, había 248 personas residiendo en Boone. La densidad de población era de 1,89 hab./km². De los 248 habitantes, Boone estaba compuesto por el 98.39% blancos, el 0.81% eran afroamericanos y el 0.81% pertenecían a dos o más razas.